# Matudán I mac Muiredaig
Matudán I mac Muiredaig (zm. 857 r.) – król Ulaidu (Ulsteru) z dynastii Dál Fiatach od 857 r. do swej śmierci, syn i następca Muiredacha III mac Eochada (zm. 839 r.), króla Ulaidu.
Jego ojciec był zabity z rąk własnych krewnych, w tym braci Áeda i Óengusa. Jednak Matudán zdołał zemścić się za śmierć ojca, zabijając swego stryja Áeda. Dzięki czemu mógł objąć tron Ulaidu.
Wikingowie przebywali nad jeziorem Loch nEchach (Lough Neagh) w 839 r. Zimowali tutaj w 840 oraz 841 r., skąd rozpoczynali najazdy w różne części północnego Ulaidu. W 852 r. Skandynawowie („Findgennti”) ze 160 statkami osiągając Snám Aignech wzięli udział w zażartej bitwie morskiej z przybyszami, Duńczykami („Dubgennti”), w której zostali pokonani. Matudán mógł dać swe poparcie wojsku skandynawskiemu w tej bitwie.
W 851 r. Matudán wziął udział w królewskim spotkaniu w Armagh. Był tam irlandzki arcykról Máel Sechnaill I mac Máele Ruanaid z Południowego Uí Néill. W spotkaniu pod przewodnictwem duchownych Armagh i Mide, Matudán formalnie uznał władzę arcykróla. To doprowadziło w 855 r. do najazdu Áeda Findliatha, króla Ailechu, z Północnego Uí Néill. Jednak jego najazd zakończył się klęską. Zginęli tam Connecán mac Colmáin i Flaithbertach mac Néill oraz wielu innych. Jedną z żon Áeda była siostra Matudána, Gormlaith Rapach.
Roczniki rejestrują możliwego koregenta Ulaidu („lethrí”) Cathmala (Cathala) mac Tommaltaig z Leth Cathail, bocznej linii Dál Fiatach (w Lecale, ob. hr. Down). Jednak nie jest zarejestrowany na liście królów Ulaidu. Cathmal był zabity z rąk Skandynawów w 853 r. Matudán zmarł w 857 r, prawdopodobnie bezpotomnie. Tron przeszedł na króla Dál nAraidi Lethlobara mac Loingsig oraz Cathalána mac Indrechtaig, koregenta („lethrí”) oraz bratanka wyżej wymienionego Cathmala.